# 2015 dans le catholicisme
Chronologie du catholicisme
- 2011
- 2012
- 2013
- 2014
- 2015
- 2016
- 2017
- 2018
- 2019

Cet article présente les faits marquants de l'année 2015 dans le catholicisme.

## Évènements
- 13 au 19 janvier : voyage apostolique du pape au Sri Lanka et aux Philippines.
- 14 janvier : canonisation de Joseph Vaz.
- 14 février : consistoire pour la création de 20 cardinaux dont 15 électeurs.
- 12 avril : saint Grégoire de Narek est proclamé Docteur de l'Église par le pape François.
- 26 avril : béatification d'Élisabeth Turgeon.
- 17 mai : canonisation de Jeanne-Émilie de Villeneuve et de 3 autres bienheureuses.
- 23 mai : béatification d'Óscar Romero.
- 31 mai : béatification de Louis-Édouard Cestac.
- 6 juin : voyage apostolique du pape en Bosnie-Herzégovine.
- 6 au 12 juillet : voyage apostolique du pape en Équateur, en Bolivie et au Paraguay.
- 19 au 27 septembre : voyage apostolique du pape à Cuba et aux États-Unis.
- 23 septembre : canonisation de Junípero Serra.
- 15 décembre : Emanuela Kalb est reconnue vénérable par le pape François.
- 4 octobre : ouverture du XIVe synode des évêques sur la mission de la famille.
- 18 octobre : canonisation de Louis et Zélie Martin et de 2 autres bienheureux.
- 25 au 30 novembre : voyage apostolique du pape au Kenya, en Ouganda et en Centrafrique.

## Décès

### Janvier
- 1er janvier : Géry Leuliet, prélat français, évêque d'Amiens (° 12 janvier 1910)
- 3 janvier : Paulinus Costa, prélat bangladais, archevêque de Dacca (° 19 octobre 1936)
- 4 janvier : Natalino Pescarolo, prélat italien, évêque de Coni (° 26 mars 1929)
- 6 janvier : Joseph Djida, prélat camerounais, évêque de Ngaoundéré (° 8 avril 1945)
- 10 janvier : Pierre-André Fournier, prélat canadien, archevêque de Rimouski (° 8 juin 1943)
- 12 janvier : James Daman, prélat nigérian, évêque de Shendam (° 10 avril 1956)
- 15 janvier : Joseph Mukasa Zuza, prélat malawite, évêque de Mzuzu (en) (° 2 octobre 1955)
- 25 janvier : Richard McBrien, prêtre, écrivain, enseignant et théologien américain (° 19 août 1936)
- 29 janvier : José Martins da Silva, prélat brésilien, archevêque de Porto Velho (° 14 juin 1936)
- Date précise inconnue : Cosmas Shi Enxiang, prélat et dissident chinois, évêque de Yixan (° 1921)

### Février
- 8 février : Vincent Ezeonyia, prélat nigérian, évêque d'Aba (en) (° 5 avril 1941)
- 10 février : Karl Becker, cardinal et théologien allemand (° 18 avril 1928)
- 13 février : Magnus Mwalunyungu, prélat tanzanien, évêque de Tunduru–Masasi (° 25 août 1930)
- 17 février : Pedro Meca, prêtre espagnol réfugié en France, engagé dans l'action sociale (° 2 juin 1935)
- 26 février : Theodore Hesburgh, prêtre et président d'université américain (° 25 mai 1917)
- 28 février : André Vallée, prélat canadien, évêque de Hearst (° 31 juillet 1930)

### Mars
- 2 mars : Michel Menu, résistant, ingénieur, auteur et figure du scoutisme français (° 3 février 1916)
- 5 mars : Edward Egan, cardinal américain, archevêque de New York (° 2 avril 1932)
- 7 mars : Raymond d'Izarny, dit le Cybercuré, prêtre sulpicien et personnalité français d'Internet (° 23 janvier 1922)
- 10 mars : Guy Deleury, prêtre et indianiste français (° 3 septembre 1922)
- 15 mars : Akash Bashir, jeune chrétien pakistanais, mort en empêchant un attentat, serviteur de Dieu (° 22 juin 1994)
- 29 mars : Juan Carlos Maccarone, prélat argentin, évêque de Santiago del Estero, démissionnaire après la révélation de son homosexualité (° 19 octobre 1940)

### Avril
- 2 avril : Alberto Ricardo da Silva, prélat est-timorais, évêque de Dili (° 24 avril 1943)
- 6 avril : Eugène Moke, prélat congolais, évêque auxiliaire de Kinshasa (° 25 mars 1916)
- 8 avril : 
  - Philippe Gueudet, prêtre, vicaire général de Créteil et liturgiste français (° 22 février 1940)
  - Jean-Claude Turcotte, cardinal canadien, archevêque de Montréal (° 26 juin 1936)
- 9 avril : Elmo Perera, prélat srilankais, évêque de Galle (° 4 décembre 1932)
- 14 avril : Roberto Tucci, cardinal jésuite italien de la Curie (° 19 avril 1921)
- 15 avril : Alexandre Nadson, prêtre grec-catholique biélorusse (° 8 août 1926)
- 17 avril : Francis George, cardinal américain, archevêque de Chicago (° 16 janvier 1937)
- 21 avril : Gaston Jean-Michel, prêtre français, figure du catholicisme en Martinique (° 28 décembre 1911)
- 29 avril : 
  - Giovanni Canestri, cardinal italien, archevêque de Gênes (° 30 septembre 1918)
  - Jehan Revert, prêtre sulpicien et musicien français (° 10 février 1920)

### Mai
- 15 mai : André Lacrampe, prélat français, archevêque de Besançon (° 17 décembre 1941)
- 16 mai : Dominik Tóth, prélat slovaque, évêque auxiliaire de Bratislava (° 3 août 1925)
- 20 mai : Manfred Müller, prélat allemand, évêque de Ratisbonne, précédemment évêque titulaire d'Iubaltiana (de) (° 15 novembre 1926)
- 25 mai : Robert Lebel, prélat canadien, évêque de Valleyfield (° 8 novembre 1924)
- 30 mai : 
  - Pierre Abeberry, prêtre dominicain, avocat et prédicateur français (° 5 février 1925)
  - Émile Larre, prêtre français, écrivain et académicien de langue basque (° 3 janvier 1926)

### Juin
- 3 juin : Thomas Flynn, prélat irlandais, évêque d'Achonry (° 8 juillet 1931)
- 4 juin : Julien Mawule Kouto, prélat togolais, évêque d'Atakpamé (° 19 juin 1946)
- 14 juin : Pasquale Foresi, prêtre et théologien italien, cofondateur du Mouvement des Focolari (° 5 juillet 1929)
- 17 juin : Francisco Domingo Barbosa Da Silveira, prélat uruguayen, évêque de Minas (es) (° 26 mars 1944)
- 23 juin : Nirmala Joshi, religieuse indienne, supérieur générale des missionnaires de la Charité (° 23 juillet 1934)
- 25 juin : Nersès Bédros XIX Tarmouni, Patriarche de Cilicie des Arméniens (° 17 janvier 1940)
- 29 juin : Joseph Lec'hvien, prêtre français et écrivain en langue bretonne (° 5 mai 2019)

### Juillet
- 3 juillet : Denis Coiffet, prêtre traditionaliste français (° 22 janvier 1952)
- 10 juillet : Giacomo Biffi, cardinal italien, archevêque de Bologne (° 13 juillet 1928)
- 22 juillet : Simon-Pierre Saint-Hillien, prélat haïtien, évêque de Hinche (° 6 juillet 1951)
- 23 juillet : William Wakefield Baum, cardinal américain de la Curie (° 21 novembre 1926)
- 28 juillet : Franciscus Xaverius Prajasuta, prélat indonésien, évêque de Banjarmasin (° 3 novembre 1931)

### Août
- 14 août : Rogelio Livieres Plano, prélat paraguayen, évêque de Ciudad del Este, révoqué pour sa mauvaise gestion (° 30 août 1945)
- 17 août : László Paskai, cardinal hongrois, archevêque d'Esztergom-Budapest (° 8 mai 1927)
- 18 août : Vladimír Filo, prélat slovaque, évêque de Rožňava (° 15 janvier 1940)
- 27 août : Józef Wesołowski, prélat polonais, diplomate du Saint-Siège renvoyé de l'état clérical pour abus sur mineurs (° 15 juillet 1948)
- 29 août : Marc Simon, moine bénédictin et auteur français (° 19 juin 1924)

### Septembre
- 23 septembre : Denis Sonet, prêtre, éducateur et auteur français (° 3 avril 1926)
- 25 septembre :
  - Carlos Aníbal Altamirano Argüello, prélat équatorien, évêque d'Azogues (° 13 mars 1942)
  - Claudio Baggini, prélat italien, évêque de Vigevano (° 1er août 1936)

### Octobre
- 24 octobre : 
  - Ján Chryzostom Korec, cardinal jésuite slovaque, évêque clandestin puis évêque de Nitra (de) (° 22 janvier 1924)
  - Gaston Poulain, prélat français, évêque de Périgueux (° 19 juillet 1927)
- 28 octobre : Joseph Dergham, prélat libanais de rite maronite, éparque du Caire (° 22 avril 1930)

### Novembre
- 2 novembre : Frank-Lothar Hossfeld, prêtre et théologien allemand (° 19 juin 1942)
- 10 novembre : Johanes Maria Pujasumarta, prélat indonésien, archevêque de Semarang (° 27 décembre 1949)

### Décembre
- 1er décembre : Antonio Troyo Calderón, prélat costaricien, évêque auxiliaire de San José (° 18 octobre 1923)
- 5 décembre : Luigi Conti, prélat italien, diplomate du Saint-Siège et archevêque titulaire de Gratiana (de) (° 2 mars 1929)
- 7 décembre : Rrok Mirdita, prélat albanais, archevêque de Tirana-Durrës (° 28 septembre 1939)
- 8 décembre : Anthony Sharma, prélat jésuite, premier évêque népalais, vicaire apostolique du Népal (° 12 décembre 1937]
- 9 décembre : 
  - Carlo Furno, cardinal italien de la Curie (° 2 décembre 1921)
  - Julio Terrazas Sandoval, cardinal rédemptoriste bolivien, archevêque de Santa Cruz de la Sierra (° 7 mars 1936)
- 11 décembre : Jiří Paďour, prélat capucin et dissident tchécoslovaque puis tchèque, évêque de České Budějovice (° 4 avril 1943)
- 16 décembre : Robert McKenna, prélat traditionaliste et sédévacantiste américain (° 8 juillet 1927)
- 17 décembre : Joseph Roduit, religieux suisse, abbé mitré de l'Abbaye territoriale de Saint-Maurice (° 17 décembre 1939)
- 18 décembre : Serge Bonnet, prêtre dominicain et sociologue français (° 3 août 1924)
- 21 décembre : Jan Góra, prêtre dominicain et auteur polonais (° 8 février 1948)
- 23 décembre : 
  - Grégoire Haddad, prélat libanais, de rite melkite, archevêque de Beyrouth (° 25 septembre 1924)
  - Élisabeth de La Londe, religieuse traditionaliste française, fondatrice de l'Abbaye Notre-Dame-de-l'Annonciation du Barroux (° 1er janvier 1922)
- 30 décembre : Marcel Neusch, prêtre assomptionniste, philosophe et théologien français (° 15 août 1935)